# Ostatni świadek

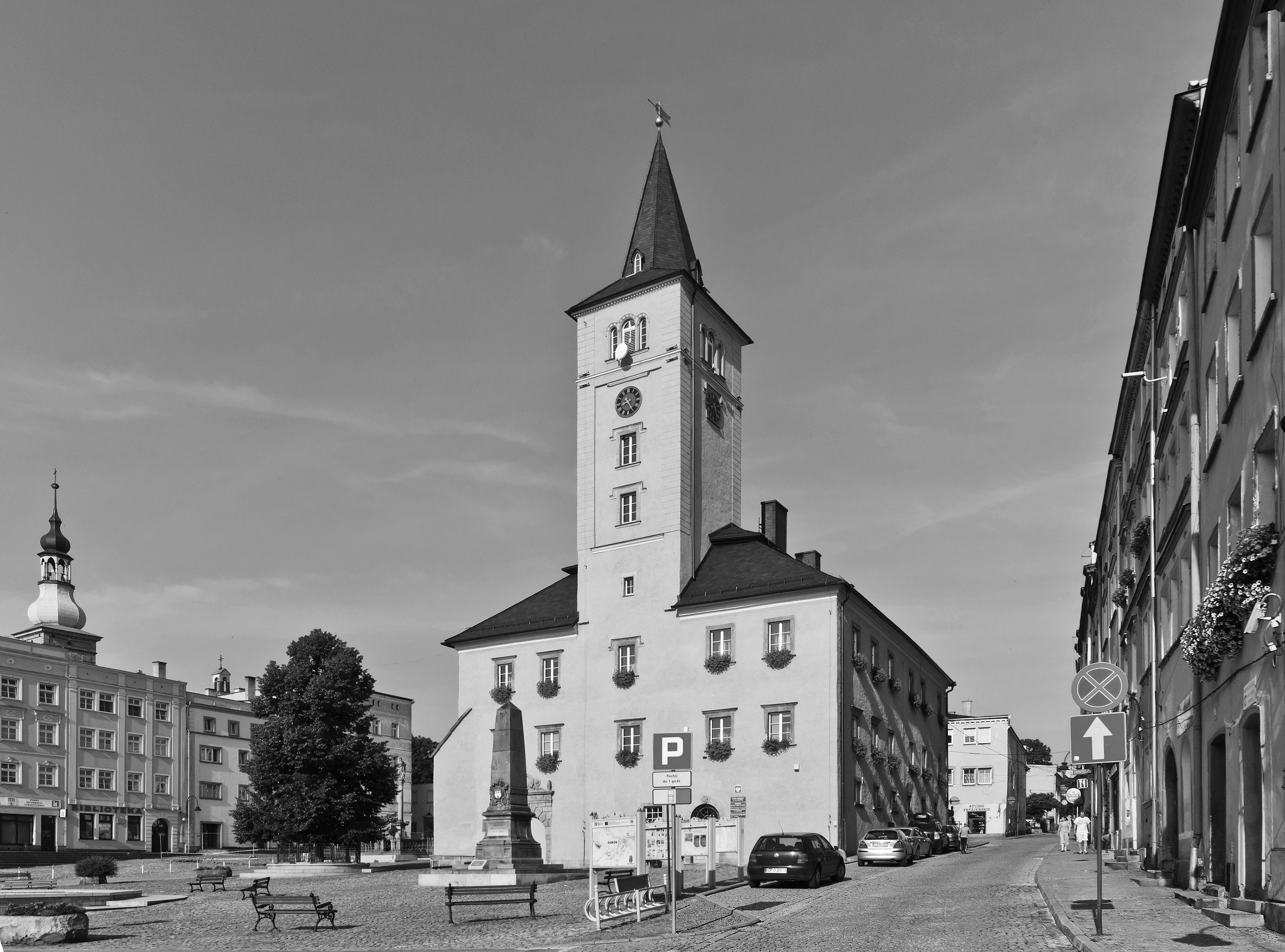
Rynek w Radkowie

Ostatni świadek – polski film sensacyjny z 1969 roku w reżyserii Jana Batorego.
Premiera odbyła się w podwójnym pokazie z reportażem Na srebrne gody produkcji Wytwórni Filmowej „Czołówka” z 1969 roku
Zdjęcia plenerowe kręcono w Radkowie, w Górach Stołowych i Kudowie-Zdroju.

## Treść
Prolog: koniec II wojny światowej. Dwaj oficerowie SS – Dunger i Goltz, przy pomocy więźniów z niedużego obozu koncentracyjnego ukrywają w górach skrzynie z zagrabionymi kosztownościami. Uciekając polecają wymordować towarzyszących im więźniów. Z masakry jednak uchodzi z życiem Polak, doktor Olszak, tytułowy „ostatni świadek”. 
Po latach jest on lekarzem w ośrodku zdrowia w miasteczku położonym niedaleko miejsca, gdzie kiedyś znajdował się obóz. Od lat bezskutecznie poszukuje ukrytego wtedy przez hitlerowców skarbu. Po nieudanych próbach odkrycia dobrze zamaskowanego schowka, mieszkańcy miasteczka zaczynają go traktować jako upośledzonego po przejściach wojennych. Pewnego dnia jednak w miasteczku zjawia się czwórka austriackich obywateli, podających się za entomologów. W rzeczywistości przyjechali oni po schowane kosztowności. Dwóch z nich to Dunger i Goltz, którego Olszak przypadkiem rozpoznaje podczas zakupów w sklepie. Milicja zmuszona jest jednak uwolnić zatrzymanego dawnego esesmana, gdy jego aktualne dokumenty nie wzbudzają zarzutów. Doktor Olszak nie daje za wygraną, zaczynając śledzić pseudonaukowców i ostatecznie ich śladem dociera do starego bunkra, gdzie ukryto skarb. W finałowej scenie dochodzi do walki pomiędzy samotnym Olszakiem a byłymi esesmanami. W krytycznym momencie do akcji wkracza grupa „tajniaków” z MO, (podających się wcześniej za geologów), którzy mając od początku pod obserwacją przybyszów, wiedzieli kim są i czego szukają.   

## Obsada
- Stanisław Mikulski – dr Zbigniew Olszak
- Janusz Bylczyński – Otto Berger von Dunger
- Edmund Fetting – Klaus Goltz
- Artur Młodnicki – prof. Hubert Schmidt
- Maja Wodecka – Luiza, jego córka
- Eliasz Kuziemski – komendant posterunku MO
- Roman Sykała – kierownik hotelu
- Marian Wojtczak – przewodniczący rady narodowej
- Stanisław Niwiński – milicjant-„geolog”
- Wojciech Duryasz – milicjant-„geolog”
- Janusz Michalewicz – Marek, milicjant-„geolog”
- Zdzisław Kuźniar – esesman
- Andrzej Krasicki – esesman
- Stanisław Łopatowski – esesman
- Jerzy Moes – esesman
- Ryszard Kotys – więzień obozu
- Mieczysław Łoza – więzień obozu